# Districte de Huancabamba
El districte peruà de Huancabamba és un dels vuit districtes que conformen la província de Huancabamba, al departament de Piura, sota l'administració del Govern regional de Piura, al nord del Perú.
Des del punt de vista de la jerarquia de l'Església Catòlica, forma part de la Diòcesi de Chulucanas.

## Història
El districte de Huancabamba va ser creat en els primers anys de la República.

## Geografia
La població censada l'any 2007 en el districte és de 30.116 habitants.
La a ciutat de Huancabamba, la capital, es troba a 1933 msnm.

## Autoritats

### Municipals
- 2015-2018[2]
  - Alcalde: Marco Napoleó Velasco García, del Moviment independent Força Regional (FR).
  - Regidors: José Abel Rivera Melendres (FR), Ernesto Efraín Vés-la Carrasco (FR), César Manuel Espinoza Saucedo(FR), Gabby Mabel Córdova Mezones (FR), Alzira Marí García Ordoñez (FR), Pilar Facundo Castillo (FR), Màxim Víctor Mijahuanca Campos (FR), Arminda Bermeo Torres (Moviment d'Afirmació Social - Acció), Pedro Pusma Guerrero (Moviment d'Afirmació Social - Acció), Patricia Yovany Ramírez Huamán (Força Aliança pel Pogreso), Huber Martín Bobadilla Guerrero (Agro Si).
- 2011-2014
  - Alcalde: Wilson Ramiro Ibáñez Ibañez, del Moviment Agro Si) (AS).
  - Regidors: Joaquín Chinchay Julca (AS), Eladio Zeña Carrasco (AS), Vicente Moreno Ortiz (AS), Percy Cruz Quiroz (AS), Deysi Chinguel Santos (AS), Huber Martín Bobadilla Guerrero (AS), Neptali Silva Facundo (AS), Natividad Ausberto Romero Fredes (Aliança per al Progrés), Ananías Velásquez Torres (Som Perú), Vicente Nuñez Salazar (Som Perú), Richard Alfredo Tripul Peña, del Front Ampli Camperol Urbà (FACU)[3]

### Policials
- Comissari: Comandant PNP Oscar Novoa Boza.

### Religioses
- Diòcesi de Chulucanas[4]
  - Bisbe: Mons. Daniel Thomas Turley Murphy (ÓSSA).[5]
- Parròquia
  - Rector: Pbro.

## Festivitats
- Julio: Verge del Carmen
- Octubre: Senyor dels Miracles

## Com arribar-hi
Huancabamba es troba a 193 km de la ciutat de Piura prenent part de la via anomenada Interoceànica Nord, que surt des del port de Paita fins a Yurimaguas.
Sortint de la ciutat de Piura, es passa pels pobles de San José i Verge de Guadalupe i el desviament a Chulucanas, per prendre, a l'altura del km 192, un desviament a l'esquerra cap al districte de Carrasquillo, desvia a Morropón, districte de Buenos Aires i voreja l'Àrea de Conservació Regional Boscos de Salitral, districte de Canchaque, desviament al districte de San Miguel del Faique fins a arribar finalment a Huancabamba.